# Киселёв, Николай Николаевич
Николай Николаевич Киселёв (1912 — ?) — советский учёный, лауреат Сталинской премии 2-й степени (1947).
Родился 21 июня 1912 года в селе Борисовка Белгородской губернии в семье учителей местной школы.
В 1929 году поступил в Славянский (Донецкая область) индустриальный техникум, после второго курса перевёлся в вечерний техникум при заводе «Донсода». Одновременно работал техником, затем руководителем технологической группы, заместителем начальника планово-технического отдела на ремонтно-механическом заводе.
В 1933 году получил диплом по специальности техник-механик по эксплуатации и монтажу химоборудования. В том же году переехал в Краматорск, работал в КБ «Краммаштрест», и сдал экстерном экзамены за 1 курс вечернего отделения Краматорского машиностроительного института.
В 1935 году, после закрытия института, перевёлся в Донецкий индустриальный институт.
Получив диплом горного инженера механика-машиностроителя (1938), работал старшим инженером-конструктором в КБ горнозаводского оборудования НКМЗ.
После начала войны направлен на учёбу в артиллерийскую академию им. Дзержинского (Москва, затем Самарканд).
С мае 1942 года на фронте, начальник артснабжения 320 Гаубичного артиллерийского полка, лейтенант.
Награждён орденами Красной Звезды; Отечественной войны II степени; медалями «За боевые заслуги»; «За взятие Будапешта»; «За победу над Германией в Великой Отечественной войне 1941—1945 гг.».
После войны вернулся на завод: инженер в конструкторском отделе, главный конструктор горного оборудования, с 1954 по 1959 г. – главный инженер НКМЗ.
С 1959 года работал в Москве в Государственном Комитете по автоматизации и машиностроению Совета Министров СССР, затем в Минтяжмаше.
В 1965—1974 научный сотрудник института ВНИИМЕТМАШ. Затем до 1984 г. — зав. отраслевой научно-исследовательской лабораторией мощных экскаваторов Минтяжмаша в МИСИ.
С 1984 г. на пенсии.
Доктор технических наук, тема диссертации «Создание тяжелого прессового оборудования для спецметаллургии, экскаваторов и шахтных подъемных машин для горнорудной промышленности».
Сталинская премия 2-й степени 1947 года — за создание и организацию серийного выпуска новых подъёмных машин для глубоких шахт.